# Binäre Uhr

Aufbau einer binären Uhr

Eine erste Variante von binären Uhren stellt die aktuelle Uhrzeit binär mit Hilfe von binären Anzeigeelementen dar, welche jede Dezimalziffer der auszugebenden Zeit analog dem BCD-Code einzeln in das Dualsystem umrechnet und anzeigt. Eine zweite Variante stellt die Uhrzeit je einzeln für Stunden, Minuten und Sekunden ohne einen direkten Bezug zu Dezimalziffern im Dualsystem dar. 

## Aufbau einer binären Uhr der ersten Variante
Die erste Spalte von links dient somit der Darstellung des Zehnerwertes der aktuellen Stundenzahl und kann lediglich drei Werte annehmen (0, 1 und 2), im nebenstehenden Bild ist es die 1 für 10 Uhr. In der zweiten Spalte sind folglich die Einerwerte der aktuellen Uhrzeit zu sehen, in diesem Fall 0. Für die Stunden ergibt sich somit ein Wert von
{\displaystyle 1\cdot 10\;\mathrm {Stunden} +0\cdot 1\;\mathrm {Stunde} =10\;\mathrm {Stunden} }.
Entsprechend sind auch die Minuten abzulesen: In der dritten Spalte sind die Zehnerwerte, in der vierten die Einerwerte der jeweiligen Uhrzeit dargestellt. Somit ergibt sich ein Wert von
{\displaystyle 3\cdot 10\;\mathrm {Minuten} +7\cdot 1\;\mathrm {Minute} =37\;\mathrm {Minuten} }.
Die Darstellung der Sekunden erfolgt analog zu den Minuten. Es ergibt sich also:
{\displaystyle 4\cdot 10\;\mathrm {Sekunden} +9\cdot 1\;\mathrm {Sekunde} =49\;\mathrm {Sekunden} }.

## Lesehilfe
Um die jeweils angezeigte Zahl in jeder Spalte zu erkennen, werden den Reihen von unten nach oben die Werte 1, 2, 4 und 8 zugewiesen (siehe Bild). Leuchtet nun eine Leuchtdiode, so addiert man den Wert der Reihe, in der sie steht, zu denen der anderen leuchtenden Dioden in derselben Spalte.
Beispiel für die Minuten: In der vierten Spalte leuchten die Dioden, die für die Werte 1, 2 und 4 stehen. Aufsummiert ergeben diese Zahlen den Wert 7, den angezeigten Einerwert der Minuten.

## Darstellungen nach der zweiten Variante

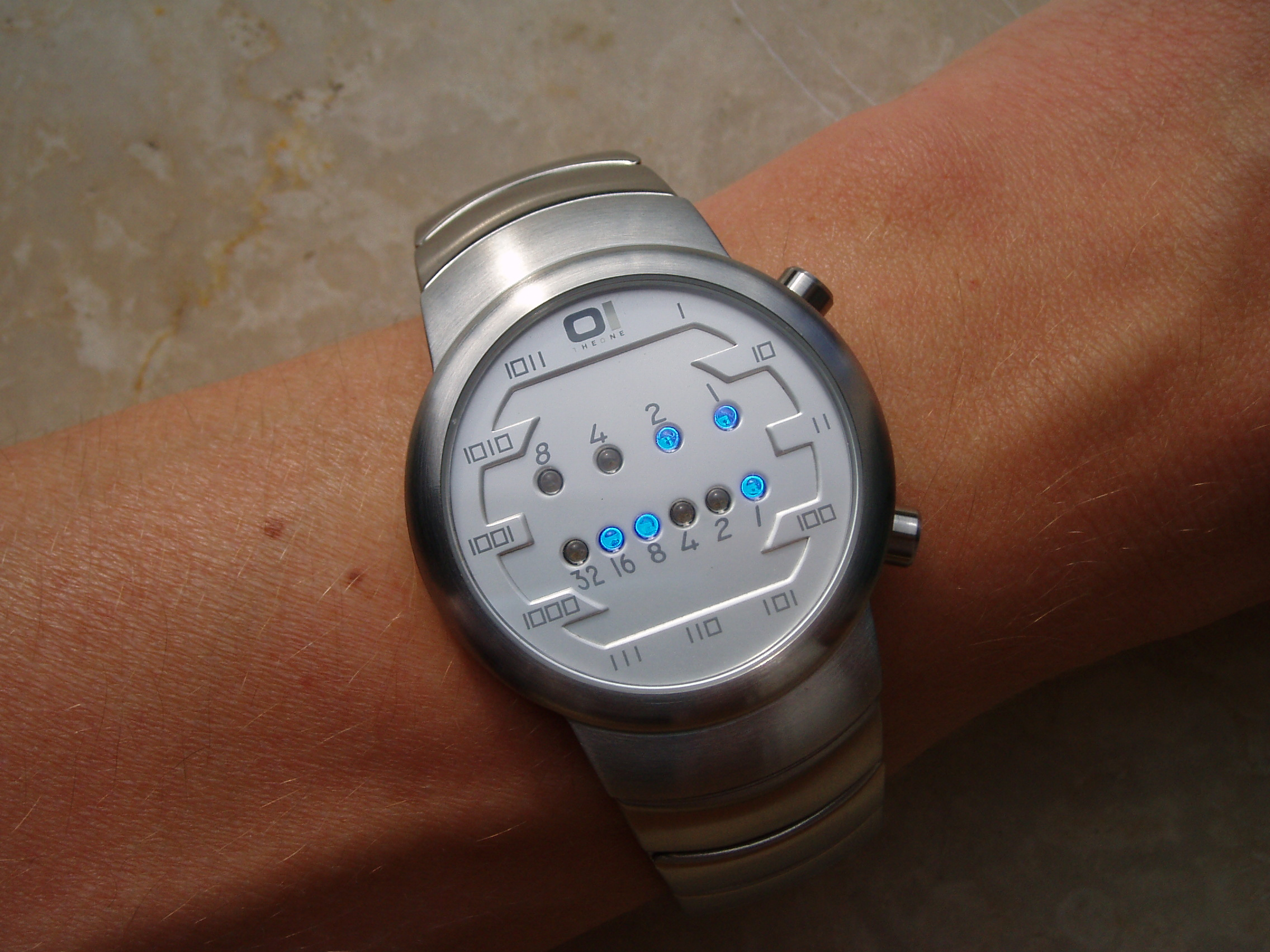
Binäre Armbanduhr ohne Trennung zwischen Zehner- und Einerwerten

Bei binären Armbanduhren erfolgt die Darstellung häufig in drei Spalten, die wie folgt angelegt sind:
| Potenz  | Stunden | Minuten | Sekunden |
| ------- | ------- | ------- | -------- |
| 32      | 0       | 0       | 1        |
| 16      | 0       | 1       | 1        |
| 8       | 1       | 0       | 0        |
| 4       | 0       | 0       | 0        |
| 2       | 1       | 0       | 0        |
| 1       | 0       | 1       | 0        |
|         |         |         |          |
| Dezimal | 10:     | 17:     | 48       |

Es fällt also die Trennung zwischen Zehner- und Einerwerten weg. Auf diesen Uhren werden die Stunden-, Minuten- und Sekundenzahlen im herkömmlichen Dualzahlensystem dargestellt, dadurch werden 2 Zeilen mehr und 3 Spalten weniger benötigt.

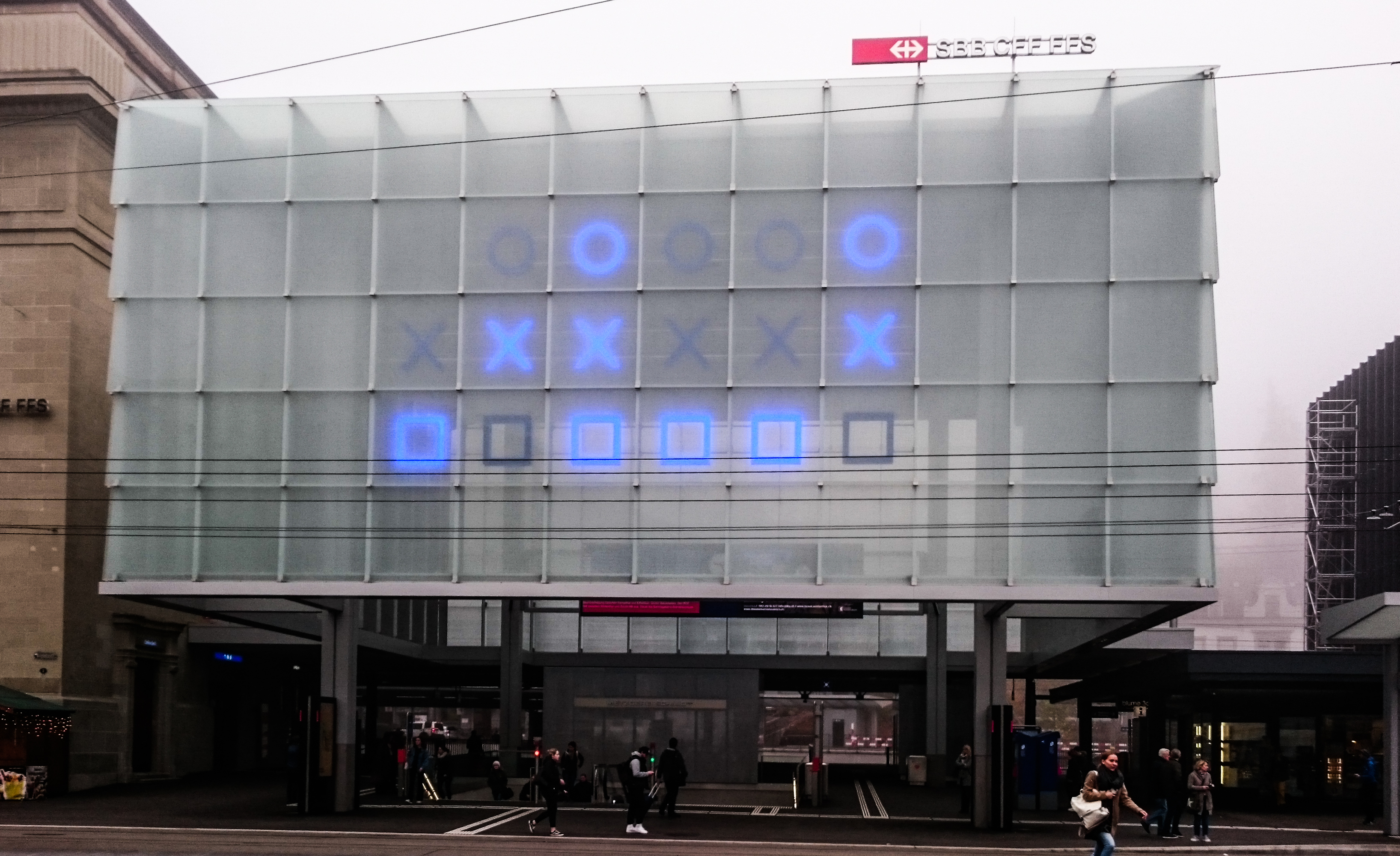
Binäre Uhr mit drei Zeilen zur elektronischen Anzeige der Stunden (16,8,4,2,1), Minuten (32,16,8,4,2,1), Sekunden (32,16,8,4,2,1) an der Fassade des Hauptbahnhofs von St. Gallen, Schweiz. Entworfen wurde die Uhr vom Künstler Norbert Möslang.

Bei grossflächigeren Anzeigen kann die Darstellung auch auf 3 Zeilen und 6 Kolonnen erfolgen, wobei die drei Zeilen Stunden, Minuten und Sekunden in binärer Form darstellen. 
Dieses System ist dem reinen Binärsystem verwandter.